# Полюбин
Полюбин (на словенски: Poljubinj) е село в Словения, регион Горишка, община Толмин. Според Националната статистическа служба на Република Словения през 2015 г. селото има 453 жители.